# قرار مجلس الأمن التابع للأمم المتحدة رقم 1779
قرار مجلس الأمن التابع للأمم المتحدة رقم 1779، المتخذ بالإجماع في 28 سبتمبر 2007.

## القرار
وإذ يلاحظ بقلق شديد تدهور الحالة الإنسانية في منطقة دارفور التي تمزقها الصراعات في السودان، مدد مجلس الأمن ولاية فريق الخبراء المعين لرصد حظر الأسلحة لمدة عام واحد.
بموجب الفصل السابع من ميثاق الأمم المتحدة، مدد المجلس بالإجماع ولاية الفريق المؤلف من أربعة أعضاء المعين أصلا بالقرار 1591 (2005) حتى 15 تشرين الأول / أكتوبر 2008.
كما طلب المجلس من الفريق إصدار إحاطة منتصف المدة بشأن عمله بحلول 29 آذار / مارس 2008، وتقرير مؤقت منفصل في غضون 90 يومًا، وتقرير نهائي في موعد لا يتجاوز 30 يومًا قبل انتهاء ولايته.
وفقًا للقرار الأصلي، قرر المجلس أن تتخذ جميع الدول التدابير اللازمة لمنع بيع أو توريد الأسلحة والمعدات العسكرية إلى المتحاربين في نزاع دارفور، الذي قتل فيه ما لا يقل عن 400 ألف شخص ونزح حوالي مليوني شخص منذ ذلك الحين. اندلع القتال في أوائل عام 2003، بين المتمردين في مواجهة الحكومة السودانية والميليشيات المتحالفة معها.

## روابط خارجية
- نص القرار في undocs.org